# Castello di Chambéry
Il castello di Chambéry o castello dei duchi di Savoia si trova nella città savoiarda di Chambéry. Modificato molte volte dalla sua costruzione nel XIII secolo, esso si è conservato sino ai nostri giorni preservando la propria vocazione amministrativa. Famosa è la torre campanaria della sua cappella, chiamata "tour Jolande", composta di 70 campanelle ancora oggi in loco e funzionanti, che ne fanno il quarto carillion di campane al mondo.
Non deve essere confuso col castello dei conti di Savoia presso Le Bourget-du-Lac.

## Storia

### Dalle origini al 1563

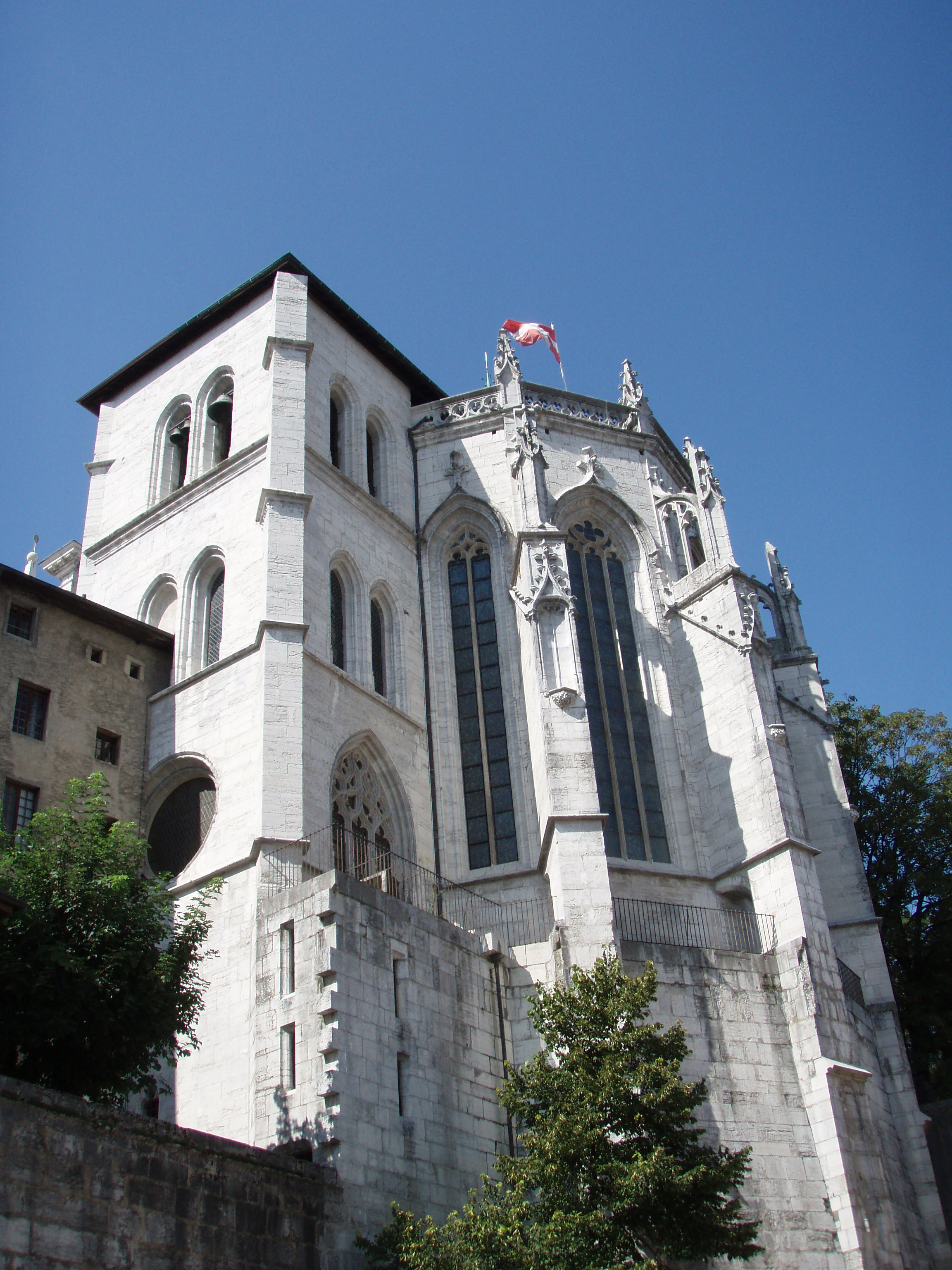
La cappella della Sindone del castello di Chambery

Il castello venne fondato nell'XI secolo. Esso appartenne ai signori di Chambéry. Nel 1232, il conte Tommaso I di Savoia, acquisì lo stabile dal visconte Berlion, signore di Chambéry, assieme a parte della signoria feudale sul borgo.
Nel 1295, il conte Amedeo V di Savoia, iniziò un ampliamento del castello di Chambéry, facendovi erigere imponenti fortificazioni di modo da accomodarvi anche l'amministrazione dello stato di Savoia e rendendolo anche sufficientemente confortevole da ospitare la sua corte.
Tali lavori compresero la costruzione di un portale tra le mura e durante il XIV ed il XV secolo, si completarono le strutture della corte principale.
Tra le torri difensive costruite si ricordano la Tour Trésorerie (XIV-XV secolo), la Tour demi-ronde (1398) e la Tour du Carrefour o Tour des Archives (1439).
Nel 1408 il conte Amedeo VIII di Savoia, futuro primo Duca di Savoia, decise di erigervi una cappella in stile gotico fiammeggiante, terminandola nel 1430. Questa cappella, tra il 1502 ed il 1578, ospitò anche la Sacra Sindone che venne successivamente trasferita a Torino, divenuta nuova capitale del ducato sabaudo. Nel 1466, il Papa concesse una speciale bolla per rinominare la chiesa in Cappella della Sacra Sindone e in quello stesso anno, sotto la direzione dell'architetto Blaise Neyrand, venne costruita una nuova torre campanaria (detta anche Tour Yolande), con il grande complesso di 70 campane. Esse vennero fuse dalla famosa fonderia Paccard di Sevrier, ed è il quarto campanile in Europa per numero di campane. Esse vengono tradizionalmente fatte suonare in un concerto, il terzo sabato del mese, alle 17:30. Il castello subì un rovinoso incendio nel 1532, nel quale andò danneggiata la stessa Sindone.

### Dal 1563 al 1860: un bastione amministrativo dello stato sabaudo

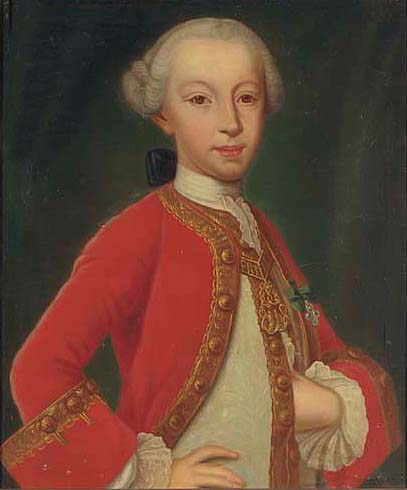
Carlo Emanuele IV di Savoia, ancora principe ereditario, diede uno dei maggiori impulsi ai restauri del complesso del castello nel XVIII secolo

Dopo il trasferimento della capitale degli stati sabaudi da Chambéry a Torino nel 1563, il castello rimase ad ogni modo residenza ducale e sede amministrativa di parte della corte. Le sue sale di rappresentanza accolsero dunque alcuni ministeri di governo e l'Intendenza generale.
All'inizio del XVII secolo, il governatore, Felice di Savoia, decise di restaurare il castello erigendovi un giardino presso la Tour Trésorerie e la duchessa Cristina, figlia del re di Francia, fece ricostruire la facciata della cappella (1655-1663).
Il castello venne nuovamente devastato da due incendi nel corso del XVIII secolo, e sotto quello sviluppatosi durante l'occupazione spagnola, nel 1743, l'incendio causò la perdita di parte degli originali appartamenti reali.
Si pensò pertanto ad una ricostruzione, ma questo non fu immediatamente possibile a causa della mancanza di fondi, prosciugati dagli eventi bellici dell'epoca. Essi vennero intrapresi a partire dal 1775 grazie al matrimonio del futuro re Carlo Emanuele IV di Savoia con la sorella del re Luigi XVI di Francia, il quale commissionò il prolungamento di un padiglione del castello e la costruzione di un monumentale armadio ad intarsio, ad opera dell'architetto Piacenza. Per tale ricostruzione degli edifici del castello, l'architetto si avvalse dei progetti che già nel 1753 Benedetto Alfieri (cugino del padre del celebre Vittorio Alfieri), aveva preparato ma che non erano mai stati eseguiti per mancanza di fondi.
Nel 1786 venne costruita la nuova ala degli appartamenti reali, ma essa venne danneggiata nel 1798 da un misterioso incendio appiccato da sconosciuti. Sul finire del secolo, inoltre, esso venne acquisito dallo stato francese e divenne noto col nome di "Chateaux National" (1792).
Dal 1800, il primo prefetto dell'area commissionò i lavori di restauro dell'edificio e dal 1802 esso divenne la sede della prefettura generale del dipartimento del Monte Bianco. Lo stesso Napoleone, di passaggio a Chambéry nel 1805, ordinò la ricostruzione del castello secondo due progetti che prevedevano di adibire gli appartamenti reali ad appartamenti imperiali per accogliere le sue visite.
Nel 1820, dopo la restaurazione del dominio sabaudo sull'area, il Re Carlo Felice di Savoia rinnovò la cappella del castello ed il Re Carlo Alberto di Savoia la fece decorare con pitture a trompe-l'œil (1836).
Nel 1844, Carlo Alberto aprì i giardini del castello alla Compagnia di Storia Naturale di Savoia che qui stabilirà in seguito un museo. Re Vittorio Emanuele II di Savoia continuerà poi la ricostruzione della parte centrale del castello.

### L'annessione alla Francia e gli ampliamenti di Napoleone III

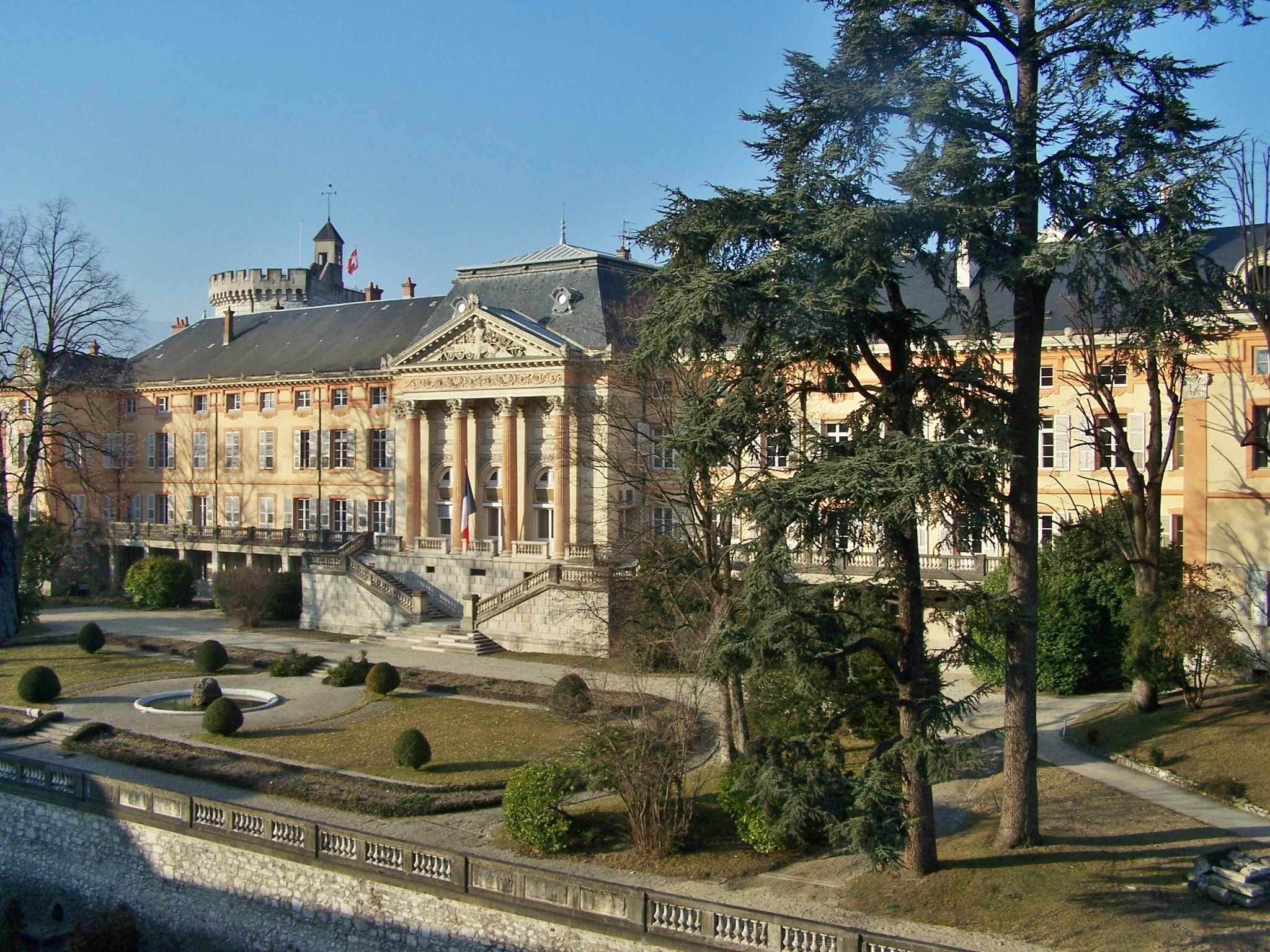
Gli edifici fatti erigere da Napoleone III nel complesso del castello di Chambery

Dall'epoca dell'annessione alla Francia nel 1860,  il castello era parte del dipartimento di Savoia ed il sito venne ulteriormente abbellito ed ampliato su interessamento di Napoleone III di Francia che si servì per tali scopi degli architetti Dénarié e Duban. Venne costruita una nuova ala in stile neoclassico, completamente discostata dalle forme medioevali dell'originale complesso, che venne dotata anche di un nuovo mobilio in stile impero rinnovato.
Nominato edificio storico di rilievo nazionale nel 1881, il castello divenne soggetto di nuovi restauri alla fine del XIX secolo. Esso, difatti, sino al 1890 ospitò la Prefettura del dipartimento di Savoia oltre alla sede dell'Accademia di Savoia e dal 1890, appunto, divenne sede di un museo.
Nel 1993 vennero fuse 70 campane dalla Fonderia Paccard di Annecy per creare uno stupendo carillon, quarto al mondo per grandezza. Le 70 campane si trovano nella Torre sopra la Cappella.
Nel 1997 un nuovo incendio devastò i tetti del castello e, seppur in minima parte, anche alcune sale degli appartamenti reali che vennero sottoposte ad un accurato restauro per riportarle al loro originario splendore.